# Carl Johan Nordin
Carl Johan Nordin, född 1952 svensk fagottist som kom till Kungliga Filharmonikerna 1983. Dessförinnan spelade han i Kungliga Hovkapellet i nio år. Nordin spelar gärna i kammarmusikaliska sammanhang både inom Konserthusets ram och i Stockholm Sinfonietta, där han också ansvarar för den konstnärliga verksamheten. Han har framträtt som solist med Kungliga Filharmonikerna och andra orkestrar i landet.